# Clementina Walkinshaw
Clementina Maria Sophia Walkinshaw (1720 - 27 de noviembre de 1802) fue la amante de Carlos Eduardo Estuardo, pretendiente jacobita al trono de Gran Bretaña.
Clementina era la menor de las diez hijas de John Walkinshaw de Barrowhill (1671-1731) y de su esposa, Katherine Paterson (c. 1683-1780). Los Walkinshaw eran dueños de las tierras de Barrowfield y Camlachie, y su padre se había convertido en un adinerado mercader de Glasgow (fundó el pueblo textil de Calton). Sin embargo, él también era partidario del anglicanismo y un jacobita que había luchado para el padre del príncipe Carlos Eduardo Estuardo en el levantamiento de 1715, siendo capturado en la batalla de Sheriffmuir antes de escapar del castillo de Stirling y huir a Europa. En 1717, fue indultado por el gobierno británico y regresó a Glasgow, donde su hija menor nació probablemente en Camlachie. A pesar de esto, Clementina fue educada mayormente en el continente, y más tarde se convirtió al catolicismo. En 1746, estaba viviendo en la casa de su tío materno, Sir Hugh Paterson, en Bannockburn, cerca de Stirling. El príncipe Carlos Estuardo visitó la casa de Sir Hugh a principios de enero de 1746, donde conoció a Clementina, y regresó un mes más tarde para ser cuidado por ella de lo que parecía ser un resfriado. Debido a que Clementina vivía bajo la protección de su tío, no es probable que ella y el príncipe se hayan convertido en amantes por ese tiempo.

## Relación con Carlos Estuardo
Tras la derrota de la rebelión del príncipe en la batalla de Culloden en abril de 1746, Carlos huyó de Escocia hacia Francia. En los años siguientes, se vio involucrado en un escandaloso amorío con su prima hermana de 22 años, Marie Louise de La Tour d'Auvergne (que estaba casada con un amigo íntimo del príncipe, y a quien abandonó cuando quedó embarazada) y luego con la princesa de Talmont, que tenía más de 40 años. En 1752, se enteró de que Clementina se encontraba en Dunkerque y en aprietos económicos, así que le envió 50 luises de oro para ayudarle y luego envió a Sir Henry Goring para invitar a Clementina a Gante a vivir con él como su amante. Goring, que describió a Clementina como una "mujer malvada", renegó de ser utilizado como "un proxeneta", y poco después renunció al servicio del príncipe. Para noviembre de 1752, Clementina estaba viviendo con Carlos, y sería su amante por los próximos ocho años. Se mudaron a Lieja, donde su única hija, Carlota, nació el 29 de octubre de 1753 y fue bautizada en la fe católica en la iglesia de Saint Marie-des-Fonts. Algunos reportes contemporáneos de agentes británicos citan que la pareja también tuvo un hijo.
La relación entre el príncipe y Clementina era desastrosa. Carlos ya era un alcohólico con problemas de ira cuando empezaron a vivir juntos, y se volvió violento y posesivo de Clementina, tratándole como su "poste de flagelación". A menudo Carlos se ausentaba de la casa para irse de juerga; raramente hablaba con Clementina sobre su hija en común, y cuando lo hacía, se refería a ella como "ye cheild" ("tu niña"). Durante una estadía temporal en París, los lugartenientes del príncipe reportaron discusiones fuertes en público entre ambos, y que el mal temperamento y las borracheras del príncipe dañaban su reputación. Para 1760, se encontraban en Basilea, y Clementina se había cansado del alcoholismo de su pareja y su estilo de vida nómade. Se puso en contacto con el padre del príncipe, el ferviente católico Jacobo Estuardo ('el Viejo Pretendiente') y expresó su deseo de que Carlota tuviera una educación católica, y de retirarse a un convento. (En 1750, durante una visita de incógnito a Londres, Carlos se convirtió al anglicanismo.) Jacobo acordó pagarle a Clementina una pensión de 10.000 libras francesas al año, y hay evidencia de que en julio de 1760 Jacobo ayudó a Clementina y a su hija de siete años a escapar de un vigilante Carlos al convento de las Monjas de la Visitación en París. Dejó una carta para Carlos expresándole su devoción a él pero renegando de haber tenido que huir por temor a morir. Furioso por esto, Carlos hizo circular descripciones físicas de ambas, pero no logró encontrarlas.

## Vida con su hija
Por los próximos doce años, Clementina y Carlota vivirían en varios conventos franceses, recibiendo la pensión de 10.000 libras francesas concedida por Jacobo Estuardo. Carlos nunca perdonó a Clementina por marcharse con su hija, y se negó a apoyarles económicamente. El 1 de enero de 1766, Jacobo Estuardo murió, pero Carlos (ahora de iure Carlos III de Escocia, Inglaterra e Irlanda) seguía negándose a proveer por ambas; Clementina, ahora haciéndose llamar "condesa Alberstrof", se vio obligada a apelar ante el hermano del príncipe, el cardenal Enrique Estuardo. Este les concedió una pensión de 5.000 libras francesas, pero a cambio Clementina debió jurar que no se había casado con Carlos – algo de lo que más tarde ella intentaría retractarse. Esta cantidad menor de dinero les obligó a mudarse al convento de Notre Dame en Meaux.
En 1772 el príncipe Carlos, de 51 años, contrajo matrimonio con Luisa de Stolberg-Gedern de 19 años (un año mayor que Carlota). Carlota, ahora sumida en la pobreza, le había estado escribiendo cartas a su padre por bastante tiempo, rogándole desesperadamente que la legitimase, que le brindara apoyo económico, y que la llevase a Roma antes de que pudiera tener un heredero con su joven esposa. En abril de 1772, Carlota escribió una carta conmovedora a "mon Augusta Papa", la cual envió a través del director Gordon del Scots College en Roma. Carlos cedió e invitó a Carlota a Roma (él estaba residiendo en el palazzo Muti – la residencia de la Casa de Estuardo en exilio), pero con una condición: que dejara a su madre en Francia. Carlota se negó a hacerlo por lealtad a Clementina, y Carlos cortó toda comunicación con su hija.
Hacia finales de 1772, Clementina y Carlota viajaron a Roma para presionar por su causa en persona (el viaje endeudó aún más a Clementina.) Sin embargo, el príncipe reaccionó mal, negándose a recibirlas; madre e hija se vieron obligadas a regresar a Francia, donde Carlota continuó enviándole cartas a su padre. Tres años más tarde Carlota, ahora de veintidós años y mal de salud (aparentemente sufría de una dolencia hepática hereditaria de los Estuardo) decidió que su única opción era casarse tan pronto como fuera posible. Carlos se negó a concederle permiso para casarse o para tomar los hábitos de monja.
Carlota fue incapaz de casarse bien por falta de permiso de su padre y por no ser hija legítima. Así, buscó un protector y proveedor. Probablemente a escondidas de su padre, se convirtió en la amante de Ferdinand Maximilien Mériadec de Rohan, Arzobispo de Burdeos y Cambrai. Tuvo tres hijos con él: María Victoria, Carlota, y Charles Edward Stuart, conde de Roehenstart. Las identidades de estos hijos permanecieron ocultas hasta el siglo XX.

## Últimos años

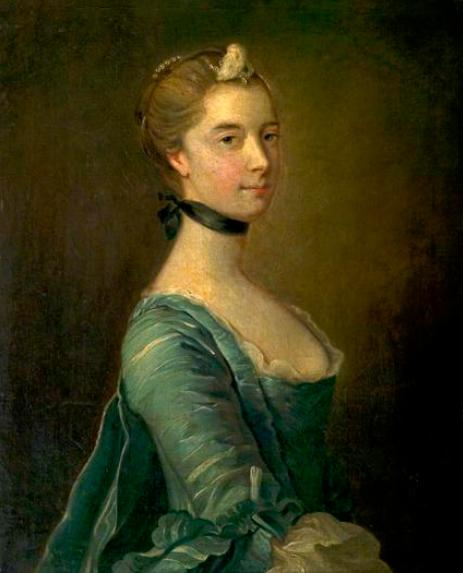
Un retrato de Clementina por Allan Ramsay que se encuentra en el Derby Museum and Art Gallery.

Carlota fue legitimada en 1783, y se mudó con su padre enfermo a Florencia en 1784 para cuidarle. Sus tres hijos con Rohan quedaron al cuidado de Clementina. Carlota falleció el 7 de noviembre de 1789, a los 36 años, de cáncer de hígado en el palacio Vizzani Sanguinetti en Bolonia. En su testamento, escrito sólo tres días antes de su muerte, Carlota le dejó a su madre la suma de 50.000 libras francesas y una pensión anual de 15.000 libras. Sin embargo, pasarían dos años antes de que el cardenal Enrique Estuardo, su tío y ejecutor (ahora considerado por los jacobitas como el rey Enrique IX), le entregara el dinero a Clementina. De hecho, sólo acordó hacerlo cuando Clementina firmó un documento renunciando, en nombre de ella y de sus descendientes, a cualquier reclamo sobre el patrimonio de los Estuardo.
A menudo se ha sugerido que el príncipe Carlos se casó con Clementina, así que Carlota era una hija legítima y legalmente podría reclamar ser la sucesora de su padre. La religión católica de Carlos y que haya nombrado a Carlota a la Orden del Cardo sería evidencia de ello. Sin embargo, no hay ningún registro de este casamiento, y la declaración jurada que firmó Clementina el 9 de marzo de 1767 explícitamente desacredita esta idea. Además, el rechazo de Carlos hacia su hija habla en contra de una posible legitimación.
Clementina Walkinshaw falleció el 27 de noviembre de 1802, a los 81 u 82 años, en Suiza.

## En la cultura popular
Clementina Walkinshaw aparece en la novela Redgauntlet (1824), de Sir Walter Scott.
El cantante y compositor escocés Brian McNeill compuso la canción "How the Foreign Winds Do Blaw", de su décimo álbum de estudio, The Baltic tae Byzantium, sobre Walkinshaw.